# مدار المريخ

مدار المريخ بالنسبة لمدارات الكواكب الداخلية بالمجموعة الشمسية.

مدار المريخ (بالإنجليزية: Orbit of Mars)‏، يتحرك كوكب المريخ في مدار بنصف قطر محور رئيسي يبلغ 1.524 وحدة فلكية (228 مليون كيلومتر)، وبانحراف مداري يبلغ 0.0934. يكمل الكوكب دورته حول الشمس في 687 يومًا، ويتحرك مسافة 9.55 وحدة فلكية خلال هذه الدورة، ما يجعل متوسط سرعته المدارية 24 كيلومترًا لكل ثانية.
يعتبر الانحراف المداري لكوكب المريخ أكبر من أي كوكب آخر بالمجموعة الشمسية بخلاف كوكب عطارد، ما يسبب اختلافًا كبيرًا بين مسافتي الأوج الشمسي والحضيض الشمسي لمداره، إذ تبلغ مسافة كل منهما 1.6660 و1.3814 وحدة فلكية على الترتيب.

## الاقتراب من الأرض
يقترب المريخ من الأرض في مسافة أقرب لها من اقتراب أي كوكب آخر، باستثناء كوكب الزهرة عند أقرب نقطة له من الأرض؛ إذ تبلغ أقرب مسافة بين الأرض والمريخ 56 مليون كيلومتر، بينما تبلغ أقرب مسافة بين الزهرة والأرض 40 مليون كيلومتر. يصبح كوكب المريخ أقرب كوكب من الأرض كل عامين، حول وقت مقابلته، عندما تمر الأرض بين الشمس والمريخ. وتحدث مقابلات أكثر اقترابًا مع المريخ كل 15 أو 17 عامًا، عندما تمر الأرض بين المريخ والشمس في فترة الحضيض الشمسي للمريخ (وهي الفترة التي يكون فيها المريخ عند أقرب نقطة من الشمس في مداره). تتناقص المسافة الدنيا بين الأرض والمريخ على مر السنين، وفي عام 2003، كانت المسافة الدنيا بين الأرض والمريخ 55.76 مليون كيلومتر، وهي أقرب من أي مسافة اقتراب أخرى للكوكب منذ 60 ألف سنة تقريبًا (أي منذ عام 57,617 قبل الميلاد). ستصل المسافة الدنيا بين الأرض والمريخ في عام 2729 إلى 55.65 مليون كيلومتر. وفي عام 3818، ستصبح هذه المسافة 55.44 مليون كيلومتر، وستظل هذه المسافة في تناقص لمدة 24 ألف عام تقريبًا.

## الأهمية التاريخية
كان الاعتقاد السائد أن الشمس والكواكب تدور حول الأرض، وذلك حتى جهود عالم الفلك الألماني يوهانس كيبلر (1571-1630). وفي عام 1543، اقترح نيكولاس كوبرنيكوس أن جميع الكواكب تدور في مدارات دائرية حول الشمس، ولكن لم تقدم نظريته تنبؤات مرضيةً وتجاهلها الناس بشكل كبير. وعندما درس كيبلر عمليات الرصد الخاصة برئيسه، تيخو براهي، لموقع المريخ في السماء خلال عدة ليالٍ، أدرك كيبلر أن مدار المريخ لا يمكن أن يكون دائريًا. وبعد سنوات من التحليل، اكتشف كيبلر أن مدار المريخ كان أشبه بالإهليج، مع ارتكاز الشمس عند إحدى بؤرتي هذا المدار الإهليجي. وأدى هذا بدوره إلى اكتشاف كيبلر بأن جميع الكواكب تدور حول الشمس في مدارات إهليجية، مع ارتكاز الشمس في إحدى بؤرتي هذه المدارات. وأصبح هذا أول قانون ضمن قوانين كيبلر الثلاثة لحركة الكواكب.